# 多花贝母兰
多花贝母兰（学名：Coelogyne venusta）为兰科贝母兰属下的一个种。該物種原产地可能位於东南亚。它在中華人民共和國云南省有分佈。也有人認為該植物於1904年从中国云南引种至其他地區。

## 扩展阅读
- 維基物種上的相關：多花贝母兰